# Prosoplus bakewellii
Prosoplus bakewellii är en skalbaggsart som först beskrevs av Francis Polkinghorne Pascoe 1859.  Prosoplus bakewellii ingår i släktet Prosoplus och familjen långhorningar. Inga underarter finns listade i Catalogue of Life.